# Dánsko na Letních olympijských hrách 1976
Dánsko se účastnilo Letní olympiády 1976 v kanadském Montréalu. Zastupovalo ho 66 sportovců (56 mužů a 10 žen) v 15 sportech.

## Medailisté
| Medaile | Jméno                                                    | Sport      | Soutěž                        |
| ------- | -------------------------------------------------------- | ---------- | ----------------------------- |
| Zlato   | Valdemar Bandolowski Erik Hansen Poul Richard Høj Jensen | Jachting   | Muži soling                   |
| Bronz   | Niels Fredborg                                           | Cyklistika | Muži 1 000 m s pevným startem |
| Bronz   | Verner Blaudzun Gert Frank Jørgen Hansen Jørn Lund       | Cyklistika | Muži časovka družstev         |